# Jugendopposition.de
Jugendopposition.de ist ein Internetportal, das seit 2004 multimedial über den Protest von Jugendlichen informiert, wie er sich in der sog. sowjetischen Besatzungszone und der DDR bis zur Wende mit dem Mauerfall und der deutschen Wiedervereinigung im Jahr 1990 entfaltete. Das Webangebot entstand in Zusammenarbeit der Bundeszentrale für politische Bildung (bpb) mit der Robert-Havemann-Gesellschaft (RHG) und wurde für Redaktion, Konzept und Idee mit dem Grimme Online Award ausgezeichnet. Es ist kostenlos und steht ohne Zugangsbeschränkungen zur Verfügung.

## Geschichte
Die Website ging 2004 ans Netz, der Grimme Online Award wurde 2005 verliehen. Anfang 2017 erfuhr das optische Erscheinungsbild eine Erneuerung. Zugleich wurde die Zugänglichkeit für mobile Endgeräte verbessert. Ein Eindruck des alten Webdesigns wird mit zehn Bildern auf gesonderter Unterseite vermittelt. Dabei ist zu erfahren, mit u. a. welchem Teaser die Besucher der Seite zum Weiterlesen angeregt wurden:

„Lesen was Du lesen willst. Sagen was Du sagen willst. Schreiben was Du schreiben willst. Singen was Du singen willst. Reisen wohin Du reisen willst.
Nicht möglich für Jugendliche in der DDR. Auf www.jugendopposition.de kannst du erfahren, wie junge Leute gegen das DDR-Regime aufbegehrten.“

## Die Betreiber der Website
Die Robert-Havemann-Gesellschaft (RHG) sammelt, bewahrt und erschließt in ihrem 1994 eröffneten und aus dem „Zusammenschluss von drei Archiven der ostdeutschen Oppositions- und Bürgerbewegung“ entstandenen Archiv Datenmaterial zum Thema Opposition und Widerstand in der DDR, und macht das Material der Öffentlichkeit zugänglich. Das Archiv entwickelte sich mit seinen auf über 1500 Regalmeter angewachsenen Archivalien – etwa zur Hälfte bereits voll erschlossen (Stand 2023) – zum umfangreichsten Archiv für die Geschichte der DDR-Opposition. Die Website des Archivs wird auch in leichter Sprache angeboten, daneben gibt es Videos zu Inhalt und Navigation in Gebärdensprache. Auf gesonderter Unterseite wird über die Website der Jugendopposition berichtet. Eine Gedenkseite für verstorbene Protagonisten ist ebenso eingerichtet, wie ein Bericht über die Instrumentalisierung der Friedlichen Revolution, beispielsweise für den Wahlkampf der AfD im Jahr 2019. Überdies veröffentlichte die Gesellschaft einen „Sammlungsaufruf“, mit dem sie darum bittet, persönliches Schriftgut wie „Prozessakten, Urteile, Verhörprotokolle, Dokumente zu Enteignung, Berufsverbot, Ausbürgerung, Exmatrikulation, Kopien aus Akten des Ministeriums für Staatssicherheit und aus Akten anderer Behörden“ zur Verfügung zu stellen.
Die Bundeszentrale für politische Bildung (bpb) wirft für den Begriff der Jugendopposition 60 Treffer aus (Stand 2023), angefangen von einer Pressemitteilung aus dem Jahr 2005, über die Mitteilung fünf Jahre später, dass das Projekt der Jugendopposition nun auch als DVD vorliegt, über eine Seite vom April 2021 zum bis heute rätselhaften Tod von Matthias Domaschk, bis zu einem Interview mit Heinz Grünhagen vom Januar 2023, der als 20-jähriger Brigadier in Strausberg bei Berlin in die Streikleitung beim Aufstand vom 17. Juni 1953 gewählt worden war.

## Struktur und Aufbau der Website
Dem Risiko, sich in der Vielfalt des Angebots zu verlaufen und den Überblick zu verlieren, wirken zahlreiche Steuerelemente entgegen. Die Kopfzeile bietet Links zu sechs eingebundenen Unterseiten:
- Über Jugendopposition[1]
- Material[16]
- Personen[17]
- Sachbegriffe[18]
- Sitemap[19]
- Kontakt[20]

Insbesondere die Sitemap (Seitenübersicht) hilft mit ihrer Gliederung gezielt suchenden Nutzern, sich in der umfangreichen Website mit ihren insgesamt 201 Seiten (Stand 2023) zurechtzufinden. Das Menü hat fünf Bedienelemente:
- Startseite[21]
- Zeitzeugen[22]
- Themen[19]
- Chronik[23]
- Orte[24]

Einzig für die Themen gibt es ein Dropout-Menü, ansonsten werden sie auf der Sitemap gelistet. In der Fußzeile finden sich drei Links aus der Kopfzeile wieder und daneben zwei weitere:
- Lexikon[25]
- Impressum[26]

Das Lexikon enthält Links zu zwei Unterseiten, einerseits zu einem Glossar, das bereits in der Kopfzeile verlinkt ist, alphabetisch geordnete Sachbegriffe listet und sie mit erklärenden Seiten verlinkt, und andererseits zu einem Personenlexikon, das – in ebenfalls alphabetischer Reihenfolge – zahlreiche Persönlichkeiten nennt, die in der Zeit der Jugendopposition in der DDR eine Rolle spielten. Über all dies hinaus gibt es auf gesonderter Unterseite die Möglichkeit einer Volltextsuche.
Das multimediale Material ordnet sich acht Themenschwerpunkten unter, die – Kapiteln vergleichbar – Titel mit politischen Schlagworten, Slogans oder Forderungen tragen. Es sind dies (Stand 2023):
- Freie Wahlen![28]
- Volksaufstand[29]
- Die Mauer muss weg![30]
- Hände weg von Prag![31]
- Holt Biermann zurück![32]
- Schwerter zu Pflugscharen![33]
- Menschenrechte[34]
- Revolution[35]

Die meisten Seiten bieten Literaturhinweise und Links zu weiteren Unterseiten oder zu externen Webseiten an. Eine gesonderte Bibliografie listet sowohl Belletristik als auch Sachbücher – jeweils themenbezogen, ergänzt um themenübergreifende Werke und jeweils mit kurzer Inhaltsangabe versehen.

## Über Jugendopposition in der DDR

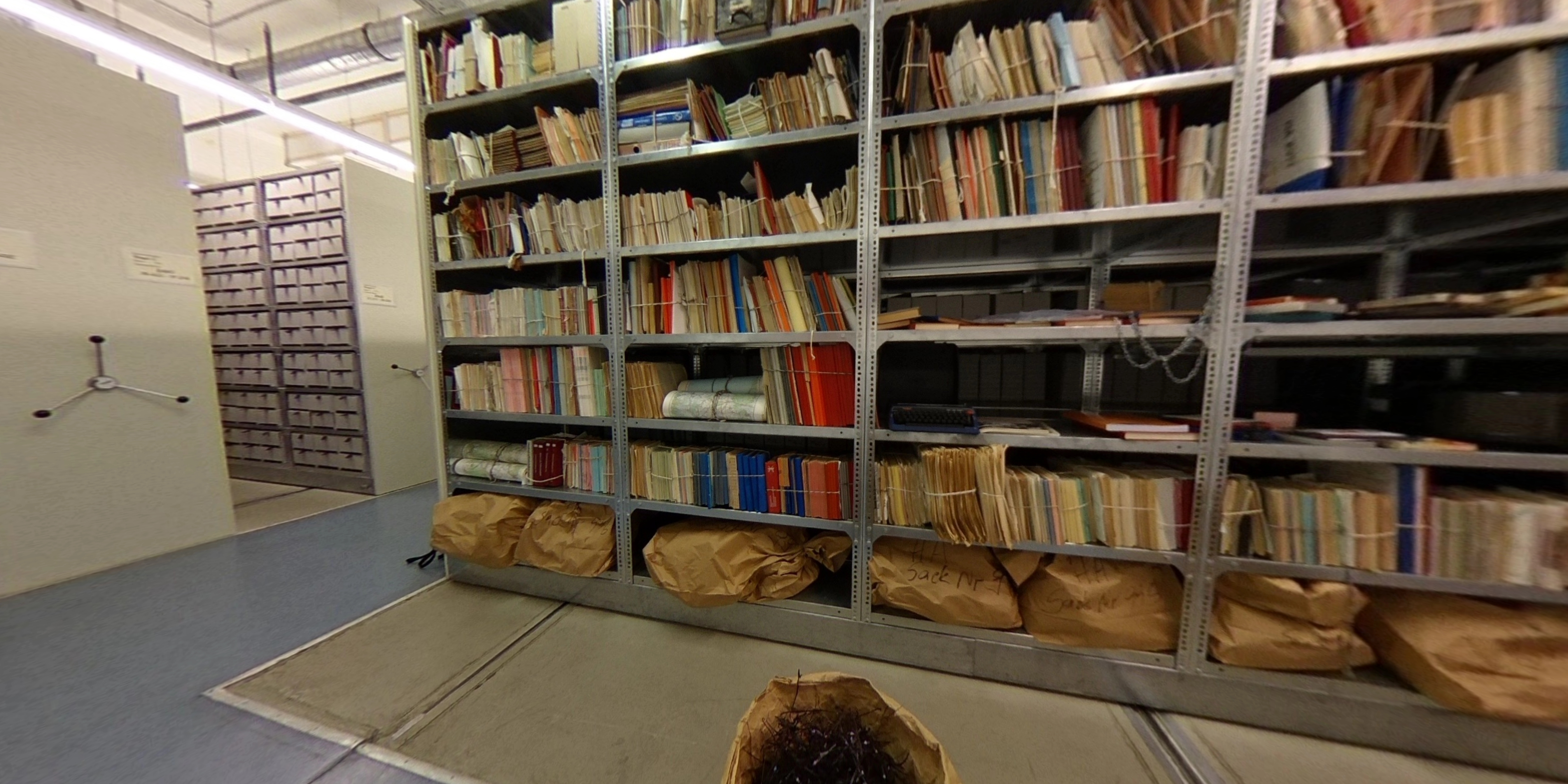
Magazinsaal des Stasi-Unterlagen-Archivs in Berlin-Lichtenberg

Betreiber des Webauftritts sind die beiden beteiligten Kooperationspartner (bpb/RHG), es gibt ein Lektorat, die wissenschaftliche Beratung liegt bei Falco Werkentin. „Kernstück“ des Projekts, so die Betreiber, seien die Zeitzeugen mit „Biografien junger Menschen, die aktiv gegen die politischen Verhältnisse in der DDR protestiert haben“.
Zu allen Themen, die auf der Website behandelt werden, gibt es reichlich multimediales Material einschließlich zahlreicher Faksimiles von Originaldokumenten, „sodass man sich anhand von verschiedenen Quellen ein eigenes Bild von den historischen Geschehnissen machen“ könne. Außerdem werden „ergänzende Unterrichtsmaterialien“ für den Einsatz an Schulen und Einrichtungen der außerschulischen politischen Bildung zur Verfügung gestellt, die zum Teil von Trägern anderer Einrichtungen erarbeitet wurden – wie beispielsweise vom Stasi-Unterlagen-Archiv, der Bundesstiftung Aufarbeitung oder der Konrad-Adenauer-Stiftung.

## Chronik und Orte
Die Chronik von Opposition und Widerstand in der DDR reicht zurück bis in das Jahr 1945 und endet mit dem Jahr 1991. Über eine Zeitleiste können die 47 dokumentierten Jahre in der Chronik einzeln abgerufen werden. Für jeden Monat eines jeden Jahres informieren kurze Zusammenfassungen jenseits der Jugendopposition über weltpolitische Ereignisse oder bedeutsames Geschehen in der Bundesrepublik und der DDR. Dies ermöglicht eine Einordnung der jugendoppositionellen Vorgänge in zeitgeschichtliche Zusammenhänge.
Unter der Überschrift Orte findet sich eine interaktive Karte Deutschlands, die einen Wechsel zwischen der Anzeige von Stasi- und Oppositionsobjekten in Berlin Prenzlauer Berg und anderen Orten der Jugendopposition in der DDR zulässt. Eine Veränderung des Kartenmaßstabs durch zoomen macht Details der mit Sticker gekennzeichneten Orte kenntlich. Ein Klick auf die Sticker öffnet eine Infobox mit Inhalten und Links zu Seiten mit ausführlicheren Informationen.

## Zeitzeugen
Als Zeitzeugen wurden 28 ehemalige Oppositionelle aufgenommen (Stand 2023). Es sind dies Thomas Ammer, Hildegart Becker, Achim Beyer, Till Böttcher, Roland Bude, Frank Ebert, Kai Feller, Dorothea Fischer, Andreas Friedrich, Peter Grimm, Heinz Grünhagen, Christian Halbrock, Katrin Hattenhauer, Michael Heinisch-Kirch, Uta Ihlow, Roland Jahn, Johanna Kalex, Christian Kunert, Doris Liebermann, Kathrin Mahler Walther, Joachim Marckstadt, Rainer Müller, Aram Radomski, Johannes Rink, Reinhard Schult, Uwe Schwabe, Bettina Wegner und Evelyn Zupke. Ihren Geschichten ließen sich die Vielfalt der Gründe für ihre „oppositionelle Haltung“ und die Konsequenzen ihres Tuns entnehmen, so die Seitenbetreiber.

„Während sich die einen gegen den absoluten Machtanspruch der SED engagiert haben, ging es anderen um den Umweltschutz, oder sie wandten sich gegen die Militarisierung der Gesellschaft. Sie schrieben Losungen an Eisenbahnwagen, druckten illegal Zeitschriften, organisierten Konzerte; viele gehörten zu den Protagonisten der Friedlichen Revolution. Eines haben sie alle gemeinsam: Sie haben sich nicht passiv verhalten, sondern sich der SED-Diktatur mutig entgegengestellt.“

## Material
Das zur Verfügung gestellte Material bezieht sich im Wesentlichen auf die Jahre 1945 bis 1991. Teils wurde älteres Material eingestellt, wenn der Rückgriff auf die Zeit vor 1945 nötig schien. Das Material stammt aus verschiedenen Quellen. Die Liste der beisteuernden individuellen und institutionellen Unterstützer ist lang. Angeboten werden Zeitzeugeninterviews neben Video- und Audiosequenzen, zahlreiche Texte, historische Aufnahmen und eine Fülle von Originaldokumenten – je im Faksimile. Das Material wurde sieben Rubriken mit je einer zugehörigen Übersicht zugeordnet (Stand 2023):
- Filme[70]
- Literatur[36]
- Didaktisches Material[71]
- Bildergalerien[72]
- Audio-Video-Galerien[73]
- Digitale Angebote[74]
- Leih- und Wanderausstellungen[75]

Das Material findet sich in acht Themen wieder, die ausführlich vorgestellt werden und den Kern der Website ausmachen. Zum Teil wird übergreifendes Material ergänzt.

## Themen
Im Lauf der Zeit hat sich nicht nur der Umfang der Website insgesamt, sondern auch die Anzahl der dokumentierten Themen erweitert. Entsprechend der verschiedenen Motive für das politische Aufbegehren der Jugendlichen gegen das Regime sind die Dokumente acht Kapiteln mit unterschiedlichen Themenschwerpunkten – teils ergänzt durch Übergreifendes – zugeordnet (Stand 2023). Jede Seite beginnt mit einer Bilderstrecke, jedem Bild kann eine Infobox mit der Bildlegende zugeschaltet werden. Einem einleitenden Text können bebilderte und verlinkte Teaser folgen, wenn verschiedene Aspekte eines Themas in gesonderten Abschnitten ausführlicher beleuchtet wurden. Mitunter findet sich am Seitenende eine Linkbox unter der Überschrift Siehe auch mit Verweisen zu verwandten Themen.

### Freie Wahlen!
Ein Teil der jugendlichen Oppositionellen erhob lautstark die Forderung nach freien Wahlen. Diesem Kapitel sind elf Abschnitte untergeordnet, einleitend mit einer Seite, die den historischen Kontext herstellt. Anschließend werden die Volkskammerwahlen von 1950 beleuchtet, gefolgt von einem ausführlichen Blick auf die „Vereinnahmung der Jugend durch die FDJ“. Ein Abschnitt befasst sich mit dem deutschen Gulag, ein weiterer mit der jungen Gemeinde. Der Widerstand der Berliner Falken wird beschrieben und das Wirken der Kampfgruppe gegen Unmenschlichkeit thematisiert. Der Werdauer Oberschülerprozess steht im Fokus eines weiteren Abschnitts. Auch werden die Todesurteile gegen junge Männer und Frauen aus Werder an der Havel dokumentiert. Je ein Abschnitt ist den Studenten und Schülern im Widerstand gewidmet, darunter den Schülern der ehemaligen Karl-Marx-Schule in Altenburg, die heute den Namen Friedrichgymnasium trägt. Sie waren Ende der 1950er Jahre an der Widerstandsbewegung der Jugendlichen mit Aktionen nach dem Vorbild der Weißen Rose beteiligt. Im Nachgang wurden zwei junge Lehrer und ihr Schüler Hans-Joachim Näther zum Tode verurteilt und hingerichtet, acht Personen erhielten „Strafen bis zu 25 Jahren Arbeitslager“. Dem Schüler Ludwig Hayne gelang die Flucht nach West-Berlin, wo er sich an Aktionen der Kampfgruppe gegen Unmenschlichkeit beteiligte, bis er auf dem Potsdamer Platz verhaftet und nach Auslieferung an die sowjetische Besatzungsmacht ebenfalls zum Tode verurteilt und hingerichtet wurde.

### Volksaufstand
Das Kapitel Volksaufstand befasst sich mit dem Aufstand vom 17. Juni 1953. Elf Abschnitte sind zugeordnet, die u. a. den Geschehnissen an sechs verschiedenen Orten in der DDR gewidmet sind. Dem beigegebenen Kontext folgt ein Abschnitt, der über den Arbeiteralltag aufklärt. Der zentrale Abschnitt über den 17. Juni beschreibt, wie sich der Arbeiterprotest zum Volksaufstand entwickelte. Es folgen Informationen über die Geschehnisse in Magdeburg, Jena, Bitterfeld, Halle, Strausberg und Görlitz. Ein Abschnitt klärt über den Aufstand von Workuta auf. Das Kapitel schließt mit einer Betrachtung der Zeit bis zum Mauerbau.

### Die Mauer muss weg!
Unter der Überschrift Die Mauer muss weg! – ein ehedem oft scandierter Schlachtruf – folgt eine den Kontext herstellende Seite, gefolgt von 9 Abschnitten. Im Viermächte-Status war Bürgern der DDR vor dem Mauerbau eine begrenzte Teilnahme am Leben in den sog. Westsektoren möglich, wovon vielfältig Gebrauch gemacht wurde. Der Besuch Westberliner Schulen und Universitäten war durch die sog. Grenzgänger ebenso möglich, wie der Besuch von Rock-’n’-Roll-Konzerten oder eine Arbeitsaufnahme. In West-Berlin verdientes Geld wurde in Ost-Berlin zu einem „Kurs von eins zu vier“ (Deutsche Mark → Mark (DDR)) umgetauscht.
Das Interesse am Rock ’n’ Roll einte die Jugendlichen in Ost und West, die auf beiden Seiten der Demarkationslinie als Halbstarke beschimpft wurden. Mit ihnen befasst sich der zweite Abschnitt. Strausberger Schüler um Michael Gartenschläger gründeten einen Fanklub für ihr Idol Ted Herold und kamen über ihre Anzeige in dem Jugendmagazin Bravo in Kontakt mit Jugendlichen im Westen. Um sie dreht sich der dritte Abschnitt. Mit dem Mauerbau, dem der vierte Abschnitt gewidmet ist, wurden diese Kontakte unterbrochen. Das erste Foto dieser Seite zeigt einen Ausschnitt aus der Tageszeitung Neues Deutschland vom 15. Juni 1961 mit dem Konterfei von Walter Ulbricht und dem berühmt gewordenen Ausspruch „Niemand hat die Absicht, eine Mauer zu errichten“.
Der fünfte Abschnitt trägt den Titel Abstimmung mit den Füßen und wirft ein Schlaglicht auf die Themen Flucht aus der DDR, Ausreise und Häftlingsfreikauf. Allein zwischen 1949 und dem 13. August 1961 haben etwa 2,7 Millionen Bürger die DDR verlassen und wurden im sog. Notaufnahmeverfahren der Bundesrepublik als Flüchtlinge in einem der drei Notaufnahmelager registriert: im Notaufnahmelager Gießen, dem Notaufnahmelager Uelzen-Bohldamm und − für über Berlin Geflüchtete – dem Notaufnahmelager Marienfelde. Bis 1989 verließen insgesamt etwa 3,8 Millionen Bürger die DDR, teils legal, teils illegal.
Nach dem Mauerbau ist der Titel des sechsten Abschnitts, der mit einem Foto von Willy Brandt beginnt, der als regierender Bürgermeister von Berlin in einer Sondersitzung zum Mauerbau im Deutschen Bundestag am 18. August 1961 „eine Initiative der Westmächte“ forderte, „um die Verletzung der Menschenrechte in Berlin vor die Vereinten Nationen zu bringen“. Auch ist zu erfahren, dass die Zahl politischer Urteile in der DDR von knapp 4500 im ersten Halbjahr 1961 auf fast 18.300 im zweiten Halbjahr gestiegen war.
Im siebten Abschnitt wird unter dem Titel Mit dem Schiff nach Bornholm beschrieben, wie ein Streich einigen Jugendlichen Freiheitsstrafen zwischen drei Monaten und acht Jahren einbrachte. Wie der achte Abschnitt verlauten lässt, wurden in Jena sechs Jugendliche zu Freiheits- und Zuchthausstrafen verurteilt, weil sie in einer Bahnunterführung widerständige Parolen an die Wände malten und eine Flugblattaktion planten. Um ein Zeichen zu setzen, sprengten junge Westberliner Polizisten am 26. Mai 1962 um ein Uhr nachts ein Loch in die Mauer. Über diesen Vorfall, der erst im Jahr 1991 öffentlich bekannt wurde, berichtet der neunte Abschnitt. Im letzten Abschnitt stehen Oberschüler aus Anklam im Fokus, die sich weigerten, beim Fahnenappell mitzusingen, tags darauf schwarz gekleidet in der Schule erschienen und auf die Frage nach ihren Motiven antworteten: „Wir trauern um unsere Zukunft.“ Nachfolgend wurden 27 Schüler der Schule verwiesen, Abitur und Studium verunmöglicht, drei Schüler wurden verhaftet, angeklagt und von der DDR-Justiz zu Zuchthausstrafen von drei bzw. fünf Jahren verurteilt.

### Hände weg von Prag!
„Hände weg von Prag!“ lautet die Überschrift des vierten Kapitels. Diese Worte schrieb Bettina Wegner als junge Studentin auf kleine Zettel und verteilte sie in der Stadt. Prager Frühling war seit 1946 der Name eines jährlichen Musikfestivals in der damals tschechoslowakischen Hauptstadt. Mit dem Jahr 1968 bekam der Begriff Prager Frühling eine politisch besetzte und damit ganz andere Bedeutung. Die 1968 in Prag aufkeimende Hoffnung auf Frieden und Freiheit wurde mit den Panzern des Warschauer Pakts niedergewalzt. Dagegen regte sich zunehmend Widerstand, der nach dem einleitenden Kontext in sechs Abschnitten dokumentiert wird.
Die Dokumentation beginnt mit Bernd Eisenfelds Protest gegen die Niederschlagung des Prager Frühlings. Nach dem Einmarsch der Truppen schickte Eisenfeld ein Telegramm mit einer Solidaritätsadresse an die Botschaft der ČSSR:

„ICH BANGE MIT IHNEN UND IHREN GUTGESINNTEN LANDSLEUTEN HALTEN SIE STAND BEHALTEN SIE HOFFNUNG - BERND EISENFELD“

Bald danach wurde er verhaftet und zu zweieinhalb Jahren Gefängnis verurteilt (siehe auch: Politische Haft (DDR)).
Der zweite Abschnitt trägt den Titel Prager Frühling und hält unter anderem Videos mit Hildegart Becker und Bettina Wegner bereit. Beschrieben wird zunächst die Situation in der Sowjetunion und anderen Ostblockländern mit ihren Überlegungen für eine Modernisierung des Wirtschaftssystems Anfang der 1960er Jahre. Alexander Dubček wurde 1968 zum neuen Generalsekretär in der Erwartung gewählt, zwischen Reformern und slowakischen Föderalisten vermitteln zu können. Er wurde zu einer Symbolfigur für eine neue Tschechoslowakei und die Hoffnung auf einen „Sozialismus mit menschlichem Antlitz“. Doch schon im August 1968 marschierten die Truppen des Warschauer Pakts ein und zerschlugen alle Hoffnung auf einen demokratischen Sozialismus.
Der dritte Abschnitt ist den Reaktionen in der DDR auf das Ende des Prager Frühlings gewidmet. Am Tag des Truppeneinmarschs, dem 21. August 1968, habe in der DDR Ruhe geherrscht, die Städte hätten „einen ausgestorbenen Eindruck“ gemacht. Allerdings habe „bei allen bewaffneten Organen höchste Alarmstufe“ geherrscht mit der Folge erhöhter Polizeipräsenz. Als junge Leute ihrer Enttäuschung Luft machen wollten, wurden sie auf den Straßen auseinandergetrieben, Aktivisten wurden verhaftet. Die „breite Masse der Bevölkerung“ schien die Vorgänge in Prag „gleichgültig hinzunehmen“. Gleichwohl protestierten Schülerinnen in Frankfurt (Oder) und Kinder von Berliner Intellektuellen, es gab einen Protestzug durch Lübbenau und die Pfarrerstochter Hildegart Becker landete im Gefängnis.
Der vierte Abschnitt trägt den Titel Langhaarige, Beatfans und Gammler und berührt das Thema der Jugendkultur in der DDR. Walter Ulbricht, seinerzeit Generalsekretär der SED, prägte 1963 den Kalauer: „Welchen Takt die Jugend wählt, ist ihr überlassen: Hauptsache sie bleibt taktvoll.“ Damit habe er einen „Umbruch in der Jugendpolitik“ eingeleitet, der Einiges von dem zuließ, was zuvor verboten war, wie beispielsweise westlich geprägte Modetänze in den Jugendclubs der FDJ. 1964 wurde das Jugendradio DT64 gegründet, Bands mit bisher verbotenem Repertoire entstanden. Doch im Oktober 1965 wendete sich das Blatt wieder. Nach dem Konzert der Rolling Stones im September 1965, bei dem in West-Berlin die Waldbühne zertrümmert wurde, gab es zahlreiche Presseberichte im Neuen Deutschland, die Fans von Beatmusik in Misskredit bringen sollten. Ulbricht geriet in die „Kritik der Hardliner im Politbüro“. Fortan hatten sich Bands „Combo“ zu nennen, Beatmusik wurde verboten, den Beatgruppen die Lizenz entzogen und Veranstaltungen in den Clubs wurden wieder auf „ideologische Sattelfestigkeit überprüft“. Dagegen gerichtete Proteste in Leipzig wurden von der Volkspolizei mit Hunden, Wasserwerfern und Schlagstöcken bekämpft.
Der fünfte Abschnitt mit dem Titel Befehlsverweigerung in der NVA befasst sich mit der Nationalen Volksarmee (NVA). Sie war in erhöhte Alarmbereitschaft versetzt worden, doch entgegen einiger Falschmeldungen in den Medien nicht in die ČSSR einmarschiert. Ihre Truppen lagen zwar an der Grenze in Bereitschaft, doch verzichtete Moskau zur Enttäuschung der SED-Führung auf sie. Angehörige der unteren Dienstgrade fürchteten, auf „ihre Klassenbrüder“ schießen zu müssen. Widerstand und Befehlsverweigerung wurden hart sanktioniert.
Der letzte Abschnitt trägt Informationen über die Alternativen zusammen, die junge Leute nach Einführung der Wehrpflicht im Januar 1962 in der DDR hatten, wenn sie keinen Dienst an der Waffe leisten wollten. Für einen Wehrersatzdienst setzte sich besonders die evangelische Kirche ein und das mit Erfolg. Im Jahr 1964 trat die Bausoldatenverordnung in Kraft. Eine Gewissensprüfung, wie sie in Westdeutschland üblich war, gab es ebenso wenig wie einen zivilen Wehrersatzdienst. Eine Totalverweigerung, wie sie insbesondere Mitglieder der Zeugen Jehovas erklärten, zog Freiheitsstrafen nach sich.

### Holt Biermann zurück!
Unter dem Ruf Holt Biermann zurück! wird die Ausbürgerung von Wolf Biermann dokumentiert, ein in West und Ost prominenter Liedermacher und Lyriker. Sie erfolgte im November 1976 nach seinem Konzert in Köln und zog „das größte oppositionelle Aufbegehren seit dem Mauerbau 1961“ nach sich. Der Einbettung der Geschehnisse in den historischen Kontext folgen sechs weitere Abschnitte, beginnend mit der Biografie Biermanns. Ihr folgt ein Abschnitt über seine Ausbürgerung, der darüber informiert, dass sie „von langer Hand geplant“ war und die Gelegenheit günstig schien, als er eine Einladung von Gewerkschaftsvertretern zu einer Konzerttournee durch die Bundesrepublik erhielt. Die SED-Führung ließ Biermann ausreisen. Von seiner Ausbürgerung erhielt er Kenntnis durch die Medien. In der DDR informierte die Aktuelle Kamera. Kurz nach der Ausbürgerung sendete die ARD das Kölner Konzert „in voller Länge“, was Biermanns Bekanntheitsgrad auf beiden Seiten der Mauer erhöhte und eine Protestwelle in der DDR auslöste.
Der erste Protest organisierte sich in Jena bereits am Tag nach der Ausbürgerung. Der dritte Abschnitt berichtet darüber. Die Aktivisten wurden jedoch „durch einen Spitzel in den eigenen Reihen verraten“, was Verhaftungen nach sich zog. Andererseits wurden sie aus West-Berlin unterstützt. Über die Aktion der Jungen Gemeinde Stadtmitte informiert eine gesonderte Unterseite, auf der über Versuche berichtet wird, die Inhaftierten „durch Isolationshaft und Psychoterror zu Geständnissen“ zu bewegen. Eine weitere Unterseite berichtet über das Bildungsverbot für Protestierende.
Der vierte Abschnitt trägt unter dem Titel Jugendkultur Dokumente zusammen, die „zu Beginn der 1970er Jahre eine kurze Phase der geistig-kulturellen Entspannung“ belegen, auf die Mitte der 1970er Jahre und insbesondere mit der Ausbürgerung Biermanns eine „neue kulturpolitische Eiszeit“ folgte.
Der fünfte Abschnitt legt Zeugnis von den Protesten „der DDR-Prominenz“ gegen Biermanns Ausbürgerung ab. Robert Havemann war einer der Ersten, der reagierte. Ein Haftbefehl gegen ihn wurde nicht vollstreckt aus Sorge, „der gesundheitlich angeschlagene Antifaschist“ könne im Gefängnis sterben. Deshalb belegte man ihn für zweieinhalb Jahre mit einem Hausarrest. Der Schriftsteller Stefan Heym befürchtete, dass sich „das Ausbürgern jetzt einbürgert“. Die Schriftstellerin Anna Seghers hingegen unterstützte „die Entscheidung der DDR-Führung“. Eine Gruppe von Künstlerinnen und Künstlern protestierte in einem offenen Brief, der, nachdem er nicht in der Zeitung Neues Deutschland abgedruckt wurde, zur Veröffentlichung nach West-Berlin verbracht wurde. Er führte dazu, dass sich „immer mehr Prominente“ den Protesten anschlossen. Die drei Künstler Jürgen Fuchs, Gerulf Pannach und Christian Kunert gerieten für ihre Proteste gegen die Ausbürgerung ihres Freundes im November 1976 in Haft, erlitten „stundenlange Verhöre in der Untersuchungshaft in Berlin-Hohenschönhausen“ – heute Gedenkstätte Berlin-Hohenschönhausen – und willigten nach neun Monaten und der Androhung einer „Haftstrafe von bis zu zehn Jahren“ in ihre Abschiebung nach West-Berlin ein. Bettina Wegner reiste im Juni 1983 aus.
Der sechste und letzte Abschnitt dieses Kapitels befasst sich mit Protesten gegen Biermanns Ausbürgerung jenseits von Prominenz und „intellektuellen Kreisen“. Die SED-Führung habe „die Folgen ihrer Entscheidung“ unterschätzt, denn die meisten DDR-Bürger lernten Biermann und seine Lieder „erst durch die Ausbürgerung und das von der ARD ausgestrahlte Konzert kennen“. Selbst „unter systemtreuen Genossen“ sei „das Thema Biermann heiß diskutiert“ worden. Es gab Aktionen in Halle, an der Polytechnischen Oberschule in dem kleinen Ort Paaren und in Hennigsdorf.

### Schwerter zu Pflugscharen!

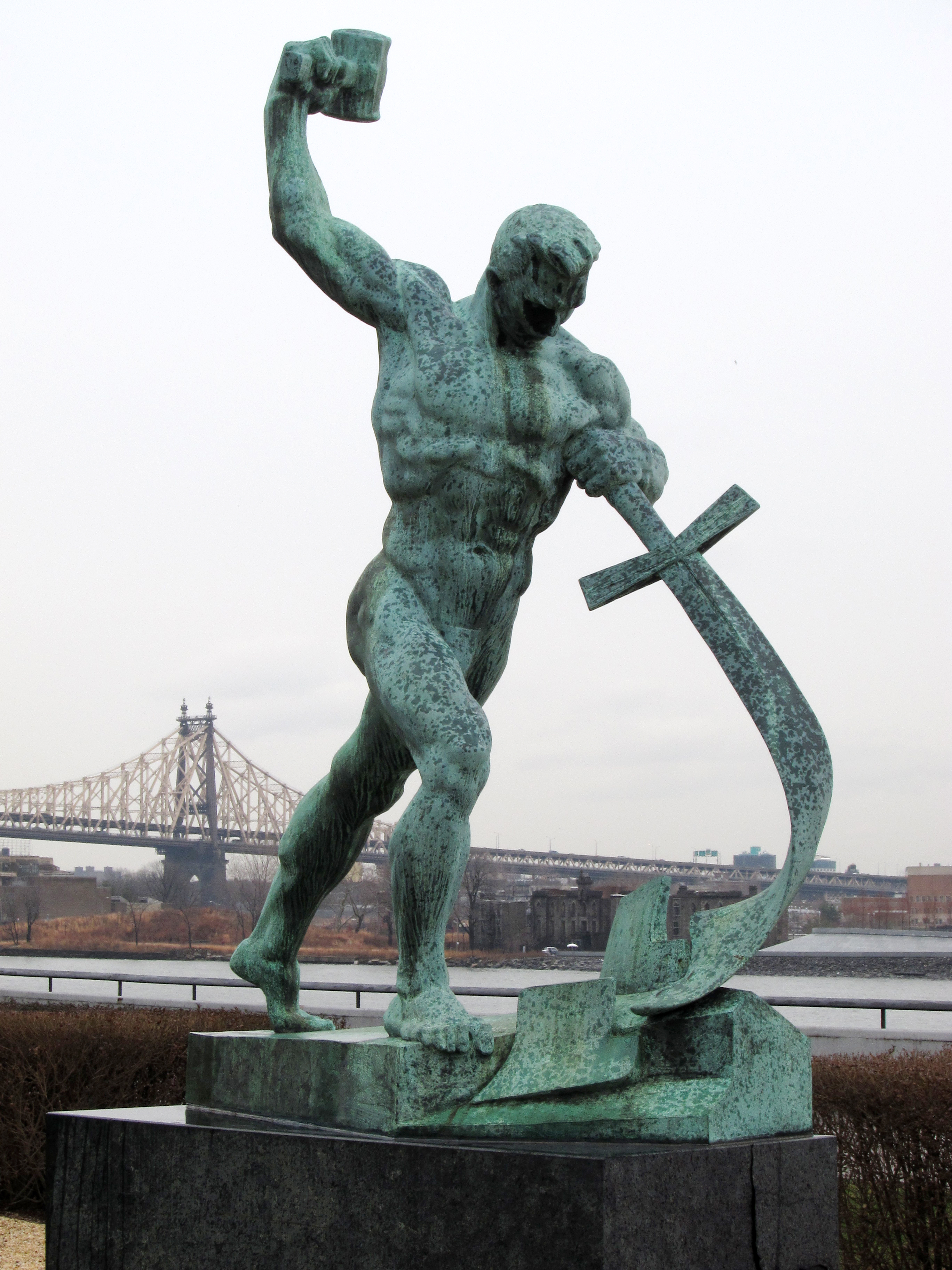
Skulptur vor dem Hauptquartier der Vereinten Nationen in New York City

Das sechste Kapitel trägt die Überschrift Schwerter zu Pflugscharen!, das als geflügeltes Wort zu einem Symbol der Friedensbewegung in Ost und West wurde. Dem einordnenden und unter anderem an das damalige Wettrüsten zwischen NATO und dem Warschauer Pakt erinnernden Kontext folgen fünf weitere Abschnitte.
Die Bilderstrecke des zweiten Abschnitts unter dem Titel Von wegen Frieden – Militarisierung im Friedensstaat DDR dokumentiert die Bemühungen, mit der vormilitärischen Erziehung bereits im Kindergarten- und Grundschulalter zu beginnen. Weil sich die DDR in den Augen der SED als „Friedensstaat“ begriff, begrüßte sie zwar offiziell die Friedensbewegung in den westlichen Ländern, versuchte sie gleichwohl im eigenen Land zu verhindern. In ihrem „stark militärisch geprägten Alltag“ traten Erstklässler vor Einheiten der NVA auf und sangen:

„Soldaten sind vorbeimarschiert im gleichen Schritt und Tritt. Wir Pioniere kennen sie und laufen fröhlich mit. Gute Freunde, gute Freunde in der Volksarmee. Sie schützen unsre Heimat, zu Land, zu Luft und auf der See, juche!“

In Pflichtveranstaltungen während Lehre und Studium wurden Jungen auf den Dienst an der Waffe und Mädchen auf die Tätigkeit als Sanitäterinnen vorbereitet. Wer diesen Bemühungen widersprach, hatte mit Repressalien wie Bildungs- und Berufsverbot zu rechnen. Friedensaktivitäten wurden staatlich verordnet, ein davon unabhängiges Engagement war verboten.
Der dritte Abschnitt unter dem Titel Bewegter Frieden ist der Friedensbewegung in der DDR gewidmet. Sie entstand – bevorzugt innerhalb der evangelischen Kirche – im Nachgang zur Stationierung der SS-20-Atomraketen in der DDR und der Pershing II und Cruise-Missiles in der Bundesrepublik.
Nachdem der sächsische Jugendpfarrer Harald Bretschneider im Herbst 1980 das Symbol Schwerter zu Pflugscharen entwickelte und davon 100.000 Aufnäher drucken ließ, verbreitete es sich unter jungen Friedensaktivisten. Weil sich das Symbol an der Darstellung eines Denkmals des sowjetischen Bildhauers Jewgeni Wutschetitsch orientierte, das die Sowjetunion 1957 der UNO geschenkt hatte, war es zunächst schwer, dagegen vorzugehen, doch gelang es den Staatsorganen schließlich, es zu verdrängen.
Im Januar 1982 verfassten die beiden Systemkritiker Robert Havemann und Rainer Eppelmann unter dem Titel Frieden Schaffen ohne Waffen den sogenannten Berliner Appell, der 35 Erstunterzeichner fand und zur Veröffentlichung den Westmedien zugespielt wurde.
Der vierte Abschnitt ist der Friedensgemeinschaft Jena gewidmet, die sich im Frühjahr 1983 aus Enttäuschung über den „Schmusekurs“ der Kirchen gegenüber der SED gründete. Ihr schlossen sich Friedensaktivisten an, die nicht kirchlich organisiert waren – wie beispielsweise Roland Jahn – und knüpfte Kontakte zu Gruppen in anderen Städten der DDR, aber auch in die Bundesrepublik, nach Polen und in die Tschechoslowakei. Jahn berichtet in einem Zeitzeugeninterview über Aktivitäten und Verhaftung. Er wurde im Juni 1983 gegen seinen Willen ausgebürgert.

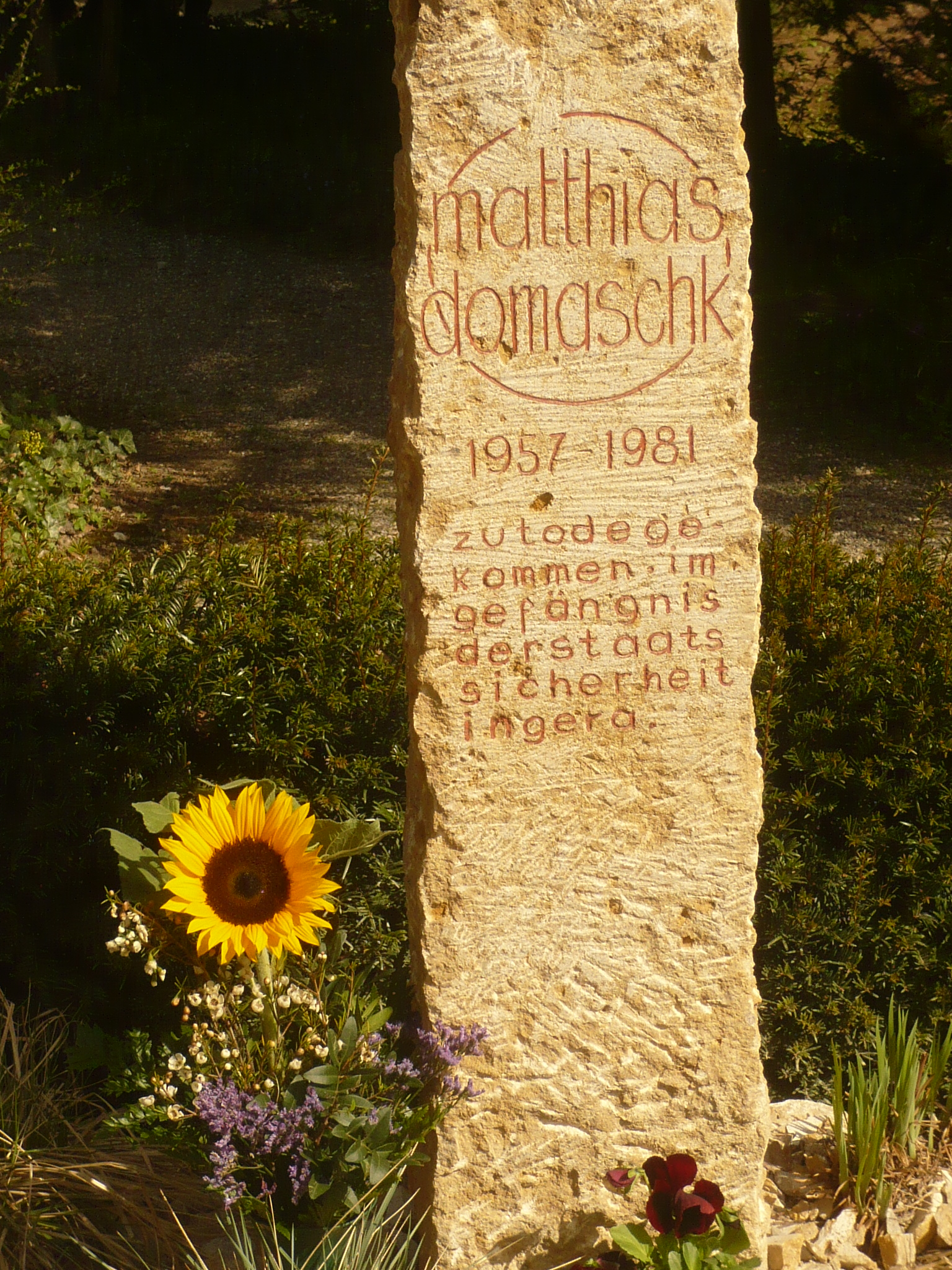
Ehrengrab Domaschk (Nordfriedhof Jena, 2011)

Im fünften Abschnitt steht Der Fall Matthias Domaschk im Fokus. Im Alter von 24 Jahren kam Domaschk in der Untersuchungshaftanstalt des Ministeriums für Staatssicherheit in Gera unter bis heute ungeklärten Umständen ums Leben. Die Stasi-Offiziere, die ihn 1981 verhörten, schweigen beharrlich. Im Jahr 1999 beschrieb der Schriftsteller und Publizist Udo Scheer in seinem Buch Vision und Wirklichkeit die Umstände der Verhaftung von Domaschk. Sein Tod radikalisierte die Oppositionellen. Zeitzeugen berichten darüber.
Die Fotostrecke im letzten Abschnitt mit dem Titel Too much future – Punk in der DDR hält zahlreiche Aufnahmen von Jugendlichen bereit, die der verbotenen Punk-Bewegung in der DDR angehörten. Nachdem Ende der 1970er Jahre in den Zeitschriften der DDR über den Punk im Westen berichtet wurde, formierte sich bis 1982 eine kleine Szene, die sich Freiheiten herausnahm, die zuvor „undenkbar“ waren. Punks wurden nicht nur observiert und schikaniert, sondern unter Drohung von Gaststätten-, Berufs- und Studienverbot anlässlich von Vorladungen zur „Klärung eines Sachverhalts“ als inoffizielle Mitarbeiter angeworben. Punk-Bands riefen in Ost-Berlin zum Pogo bei illegalen Hinterhofkonzerten, die Die Toten Hosen gaben ein spontanes Gastspiel. Im Jahr 1983 gab Stasi-Chef Erich Mielke den Befehl, die Bewegung zu zerschlagen. Musiker wurden verhaftet und zu Freiheitsstrafen verurteilt, viele bekamen einen Einberufungsbefehl zur NVA, einige stellten einen Ausreiseantrag.

### Menschenrechte
Auch dem siebten Kapitel unter dem Schlagwort Menschenrechte sind sieben Abschnitte zugeordnet.
Der Kontext erinnert an zahlreiche Ereignisse von weltpolitischer Bedeutung. 1985 wurde Michail Gorbatschow zum Generalsekretär der Kommunistischen Partei der Sowjetunion ernannt, im April 1986 ereignete sich die Reaktorkatastrophe von Tschernobyl – die in den Ostmedien „weitgehend totgeschwiegen“ wurde – und 1987 kam es zu einem Staatsbesuch Erich Honeckers in der Bundesrepublik. Im selben Jahr kam der amerikanische Präsident Ronald Reagan nach Berlin und rief dem Staatspräsidenten der Sowjetunion anlässlich seiner Rede am Brandenburger Tor die berühmt gewordenen Worte zu: „Mr. Gorbachev, tear down this wall!“

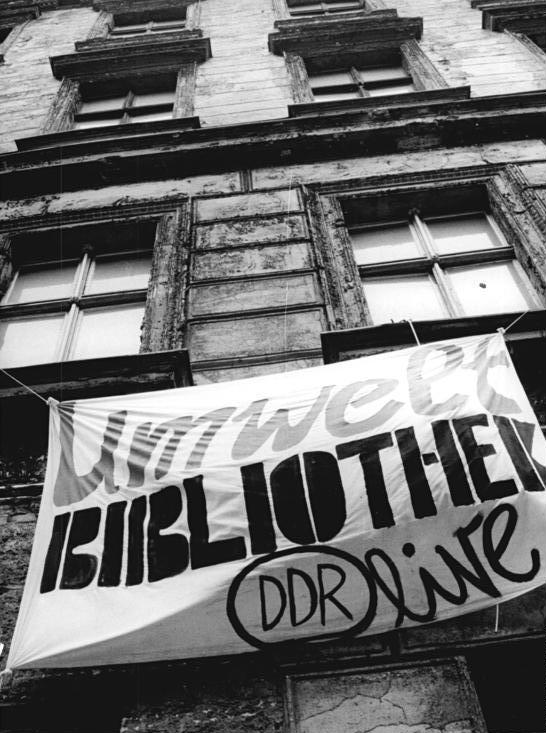
Umweltbibliothek, Berlin 1990

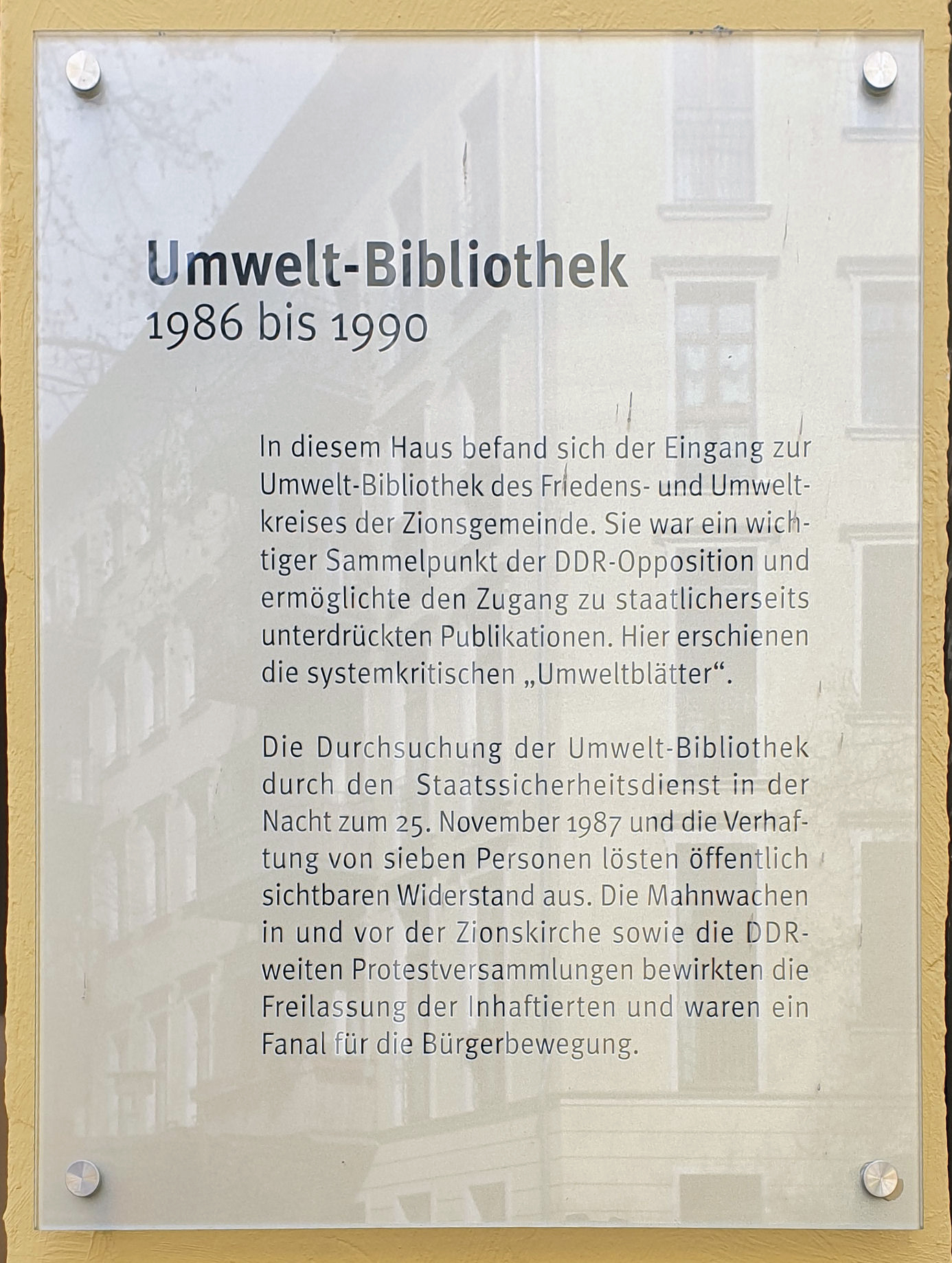
Gedenktafel am Haus Griebenowstraße 16, Berlin-Mitte

Der zweite Abschnitt befasst sich mit den in der DDR verbotenen Schriften und der Gründung der Umwelt-Bibliothek (UB), die am 22. April 1987 eröffnet wurde. Ihr Ziel war es, verbotene oder unerwünschte, in Privatbesitz befindliche Publikationen interessierten Kreisen zugänglich zu machen. Auf diese Weise sollte das staatliche Informationsmonopol unterlaufen werden. Ab 1986 stellte die Ostberliner Zionskirche unter damaliger Leitung von Pfarrer Hans Simon Kellerräume zur Verfügung. Dort wurde der Zensur anheim gefallenes Material aus Ost und West gesammelt. Im Vorfeld ihrer Eröffnung konnte im Sommer 1986 mit Uta Ihlow eine gelernte Bibliotheksfacharbeiterin gewonnen werden, die bereit war, die UB aufzubauen. In einem Zeitzeugeninterview berichtet sie über ihre dortige Arbeit. In der Galerie der UB fanden verschiedene Veranstaltungen mit Beiträgen bevorzugt staatlich unterdrückter Künstler statt, so dass sich die Umwelt-Bibliothek zu einem Treffpunkt oppositioneller Aktivisten entwickelte. Daneben betrieb sie eine eigene Druckerei und gab die zunächst sogenannten Umweltblätter heraus. Bei einer Razzia durch das MfS im November 1987 wurden Mitarbeiter vorübergehend verhaftet, was der UB internationale Aufmerksamkeit bescherte, weil die Westmedien darüber berichteten. In der Folge wurde die UB geduldet und beteiligte sich an zahlreichen politischen Aktionen. Sie hielt ihr Angebot auch nach der Wende zunächst weiter aufrecht, bis sie 1998 aus finanziellen Gründen aufgelöst werden musste.
Der dritte Abschnitt trägt Material über die Themen Umwelt, Frieden und Menschenrechte zusammen. Umweltschutz spielte in der DDR keine bedeutende Rolle, unabhängige Umweltorganisationen gab es nicht und Umweltaktivisten wurden verfolgt. Die Oppositionellen begannen, obwohl nicht überregional organisiert, in den 1980er Jahren und verstärkt 1986 nach der Nuklearkatastrophe von Tschernobyl mit Aktionen gegen die Umweltzerstörung, aber auch gegen die Militarisierung der Gesellschaft und die Verletzung von Menschenrechten. Die meist kleineren Gruppen formierten sich bevorzugt in Berlin und Leipzig und bestanden im Wesentlichen aus jungen Leuten, die Intellektuellen- und Künstlerkreisen zuzurechnen waren und oft mit der Kirche in Verbindung standen. Die Gruppen blieben klein, weil sich viele DDR-Bürger gut eingerichtet und andere Angst hatten, denn die Aktivisten wurden überwacht, eingeschüchtert und bespitzelt. In den späten 1980er Jahren begannen die Gruppen, sich zu vernetzen, wodurch überregional agierende Gruppen wie der Freundeskreis Wehrdiensttotalverweigerer oder die Initiative Frieden und Menschenrechte und das Grün-Ökologische Netzwerk Arche entstanden. Johanna Kalex berichtet im Zeitzeugeninterview über das Netzwerk der DDR-Opposition. Im September 1987 nahmen die Oppositionellen – ungehindert wegen der internationalen Beteiligung – am Olof-Palme-Friedensmarsch teil. Einigen Aktivisten gelang es 1988, mit eigenen Plakaten an der offiziellen Liebknecht-Luxemburg-Demonstration teilzunehmen, was allerdings eine Verhaftungswelle nach sich zog. Till Böttcher berichtet im Zeitzeugeninterview über seine Verhaftung.
Im vierten Abschnitt stehen Kirche und Opposition im Mittelpunkt. Ohne die Unterstützung der evangelischen Kirchengemeinden hätten die oppositionellen Gruppen keine funktionierende Organisationsstruktur gehabt. Die Kirche war zwar weitgehend entmachtet, letztlich aber grundsätzlich vom Staat anerkannt. Sie bot den nötigen Freiraum und Studenten an ihren beiden Hochschulen ein Klima, das es an den staatlichen Hochschulen, die dem Marxismus-Leninismus verpflichtet waren, nicht gab. Gleichwohl blieben interne Auseinandersetzungen nicht aus, so dass es 1987 in Ost-Berlin zur Gründung der Kirche von Unten kam, die sich „gegen das offizielle Staatsverständnis der Amtskirche“ stellte, weil immer weniger Christen „für den Schmusekurs der Amtskirche gegenüber dem SED-Staat“ Verständnis hatten.
Der fünfte Abschnitt trägt den Titel Alternative Jugendkultur in der DDR. Berichtet wird über Punkkonzerte, Hip-Hop und Hausbesetzungen in der DDR und über das „Neonazi-Problem“, das mit Beginn der 1980er Jahre auftauchte. Offiziell gab es ein solches Problem in der DDR nicht. Es wurde weitgehend „totgeschwiegen“, bis 1988 eine Schülergruppe einer Oberschule in Berlin-Pankow darauf aufmerksam machte. In der Tageszeitung Junge Welt – bis 1990 Zentralorgan der FDJ in der DDR – setzte der damalige Chefredakteur Hans-Dieter Schütt im Dezember 1987 die Aktivisten der Mahnwache an der Berliner Zionskirche mit Neonazis gleich. Zahlreiche Protestbriefe waren die Folge.

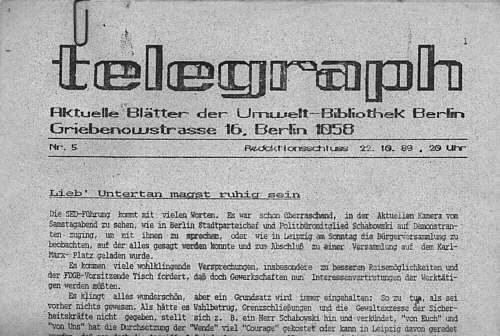
Telegraph, Blätter der Umwelt-Bibliothek

Der sechste Abschnitt klärt über Öffentlichkeitsarbeit der Oppositionellen zu systemkritischen Themen auf, um die sie sich bemühten, obwohl das Strafgesetzbuch der DDR mit seinen Paragrafen 106, 219 und 220 Straftatbestände geschaffen hatte, die die freie Meinungsäußerung zu verhindern suchten. Während in den 1950er Jahren ein relativ ungehinderter Informationsfluss zwischen Ost und West möglich war, änderte sich das schlagartig mit dem Mauerbau im August 1961. Die bis dahin gewachsenen Netzwerke brachen zunächst zusammen. In den 1970er Jahren trafen sich die Oppositionellen bevorzugt in Privatwohnungen und hatten kaum Westkontakte. Unabhängige DDR-Zeitschriften wurden gegründet, wie der Telegraph, der Grenzfall oder die Samisdat-Zeitschrift Lausitzbotin. Für die Herstellung benötigte Farbe und Matrizen für die damals gebräuchlichen Matrizendrucker wurden von Westjournalisten in die DDR geschmuggelt. In den 1980ern suchte die Opposition Freiräume unter dem Dach der Kirche. Dresden entwickelte sich zu einem Zentrum der seinerzeit populären Mail-Art-Bewegung, der man sich anschloss und die dadurch gebotenen Möglichkeiten ebenfalls nutzte. Westfernsehen konnte in vielen Haushalten empfangen werden und weil den Medien im Westen Informationen zugespielt wurden, erreichten sie auf diesem Weg eine breitere Öffentlichkeit. Im Jahr 1987 wurde der Sender Radio 100 gegründet, der monatlich Radio Glasnost sendete und dabei Veranstaltungstermine der Opposition bekanntgab. Die Website stellt zu diesem Thema mehrere Videos zur Verfügung, unter anderem berichtet Roland Jahn.

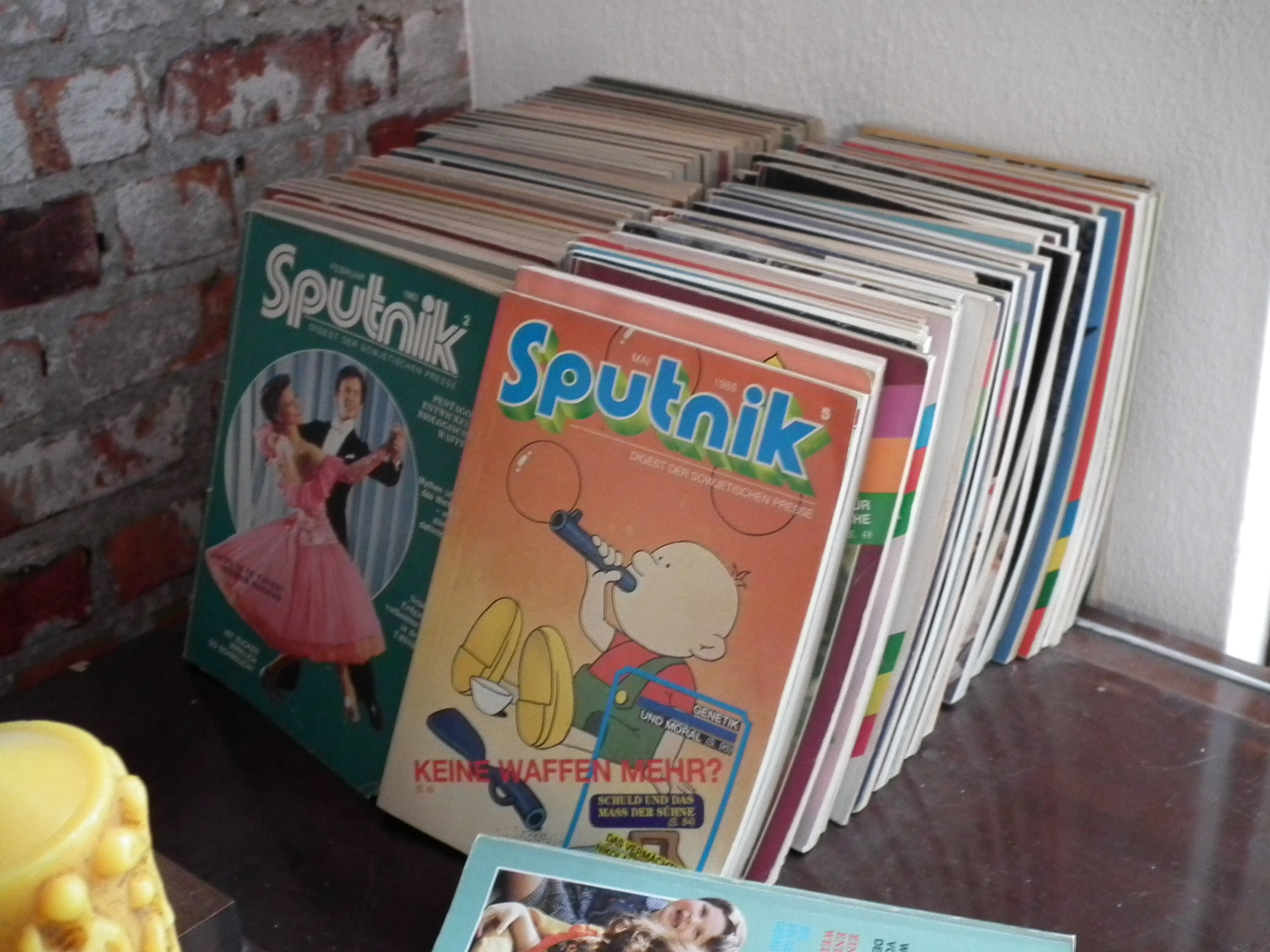
Aus dem N’Ostalgiemuseum Leipzig

Der letzte Abschnitt widmet sich dem Verbot der Zeitschrift Sputnik, einer ehemals sowjetischen Zeitschrift, deren Beliebtheit unter Oppositionellen in dem Maße zunahm, „in dem die Beiträge systemkritischer“ wurden. Mit Beginn der Perestroika ab Mitte der 1980er Jahre widmete sich die Zeitschrift zunehmend der systemkritischen Aufarbeitung der sowjetischen Geschichte. Damit war sie mehr und mehr der SED ein Dorn im Auge, bis sie schließlich verboten wurde, nachdem auch zuvor verbotene Schriftsteller dort ihre Texte veröffentlichen durften. Radio Glasnost sendete einen Kommentar zum Sputnik-Verbot und berichtete über Proteste gegen das Verbot des Sputniks – beides auf der Website nachzuhören.

### Revolution
Mit acht Abschnitten widmet sich das letzte Kapitel unter dem Titel Revolution der Wende und der friedlichen Revolution in der DDR, bei der das Geschehen in Leipzig eine besondere Rolle spielte. Seit Frühjahr 1989 verließen Zehntausende DDR-Bürger über Ungarn oder die Tschechoslowakei illegal die DDR, wobei sich viele junge Menschen, die sich dem System entgegenstellten, bewusst gegen eine Flucht entschieden, weil sie den Staat reformieren wollten.
Voraus gingen geschichtsträchtige Zeiten, die im Kontext-Abschnitt ausführlicher vorgestellt werden. Michail Gorbatschow war 1985 an die Macht gekommen und löste einen Systemwandel aus, der dem „real existierenden Sozialismus“ in Europa ein Ende setzte. Politisch und wirtschaftlich zerfiel das gesamte sozialistische Lager. Einerseits keimte Hoffnung auf, die Welt könnte friedfertiger werden, andererseits kam es im Juni 1989 auf dem Platz des Himmlischen Friedens in Peking zu dem als Tian’anmen-Massaker bekannt gewordenen „Blutbad gegen Tausende Demonstranten“.
Im zweiten Abschnitt wird über die Ausreisewelle berichtet. Bereits 1988 wollten mehr als 110.000 Menschen die DDR verlassen, denn die Wirtschaft lag am Boden und viele sahen in ihrem Land keine Zukunft mehr. Bereitgestellt wird neben der obligatorischen Bilderstrecke eine Reihe von Videos und Audios. Daneben gibt es je eine Unterseite über die Verweigerung der Reiseerlaubnis und die Gruppe Weißer Kreis Jena.
Der dritte Abschnitt befasst sich mit dem Oppositionszentrum Leipzig. In der zweitgrößten Stadt der DDR waren viele Gebäude verfallen, die Umwelt befand sich in katastrophalem Zustand und die Pleiße war tot. Andererseits war Leipzig schon damals Universitäts- und Messestadt. In diesem „Spannungsfeld“ bildete sich dort „schon früh eine oppositionelle Bewegung“ heraus. Uwe Schwabe war Mitbegründer der Initiativgruppe Leben, die sich zusammen mit der Arbeitsgruppe Umweltschutz für die Wiederbelebung der Pleiße einsetzte. Demonstrationszüge wurden jedoch zerschlagen, Schwabe und Mitstreiter verhaftet. Ein unpolitisches Straßenmusikfestival wurde verboten, die angereisten Musiker von der Polizei verfolgt. Schwabe berichtet über diese Geschehnisse in einem Zeitzeugen-Interview, weiteres Video- und Audio-Material steht zur Verfügung. Auch Rainer Müller, Katrin Hattenhauer und Kathrin Mahler Walther berichten als Zeitzeugen. Eine Unterseite vom Oppositionszentrum Leipzig befasst sich mit den Friedensgebeten und den Montagsdemonstrationen mit ihrer Parole „Wir sind das Volk“. Sie informiert darüber, dass im September 1989 niemand ahnte, dass die Revolution friedlich verlaufen würde, denn „Hundertschaften von Polizei und Stasi“ hätten jeden Montag bereitgestanden und die Erinnerungen an die in Peking demonstrierenden Studenten waren „allen in schlimmer Erinnerung“. Eine weitere Unterseite befasst sich mit der Oppositionsarbeit der Leipziger Basisgruppen, zu denen neben der Initiativgruppe Leben und einem Netzwerk aus rund 20 weiteren oppositionellen Gruppen die Arbeitsgruppe Menschenrechte und der Arbeitskreis Gerechtigkeit gehörten.
Auch der vierte Abschnitt über den Herbst 89 stellt zahlreiche Unterseiten sowie eine Fotostrecke und Videos zur Verfügung. Obwohl sich der Beginn „der demokratischen Revolution in der DDR“ nicht an einem Datum festmachen lässt, gelten zwei Phänomene als entscheidende Vorläufer für den Fall der Mauer: die Fluchtwelle einerseits und die Protestwelle jener, die bleiben wollten, andererseits. Beide Strömungen wurden mit dem Spätsommer 1989 „zu den treibenden Kräften, die zum Sturz der SED-Herrschaft“ führten. Zu den wichtigen Ereignissen dieser Tage gehörte die „Straßenschlacht um den Dresdner Hauptbahnhof in der Nacht vom 3. zum 4. Oktober 1989“, als viele Menschen auf den „Zug in die Freiheit“ aufspringen wollten, der Besetzer der Prager Botschaft in den Westen brachte. Proteste gegen den Wahlbetrug ist der Titel der ersten Unterseite, weitere lauten Die Chinesische Lösung, 7. Oktober 1989 – 40 Jahre DDR, 40-Quark-Schein, Demonstrationen am 7. und 8. Oktober 1989 in Berlin, Mahnwache in der Gethsemanekirche, Gedächtnisprotokolle und Unabhängige Untersuchungskommission, Mit der Feuerwehr gegen Demonstranten – Der 7. Oktober 1989 in Plauen, Demonstrationen in der ganzen DDR, 4. November 1989 und Mauerfall als abschließender Unterseite.
Der fünfte Abschnitt beschreibt die Formierung der Bürgerbewegung. Nach der Gründung des Neuen Forums am 9. und 10. September 1989 öffnete die Volksrepublik Ungarn am 11. September ihre Grenzen nach Westen mit der Folge einer Massenflucht von rund 15.000 junger Menschen, was die bleibewilligen Oppositionellen äußerst besorgt stimmte. Aus ihren Reihen bildeten sich „Initiativgruppen“ mit dem Ziel, die Gründung von politischen Parteien vorzubereiten, denn legale Parteigründungen waren zu diesem Zeitpunkt noch nicht möglich. Auch, um die Fluchtwelle zu stoppen, wurde eine Staatsreform für notwendig erachtet und die wichtigsten Forderungen formuliert: „Demokratisierung, freie und geheime Wahlen unter UN-Mandat und die Freilassung der inhaftierten Oppositionellen“.
Im sechsten Abschnitt werden Informationen über die verschiedenen Runden Tische zusammengetragen. Es gab einen zentralen Runden Tisch und daneben zahlreiche weitere in den Bezirken der DDR und auf kommunaler Ebene. Am zentralen runden Tisch waren die in der Volkskammer vertretenen Parteien und Organisationen einerseits und die „sieben größten Oppositionsgruppen“ andererseits beteiligt. Ein „vergleichsweise hoher Prozentsatz der an den Runden Tisch delegierten Oppositionellen“ gehörte allerdings der Gruppe der inoffiziellen Mitarbeiter der Stasi an. Gleichwohl konnten Erfolge errungen werden, wozu „die schnelle Einführung freier Wahlen in der DDR und die Auflösung der Stasi“ gehörten.

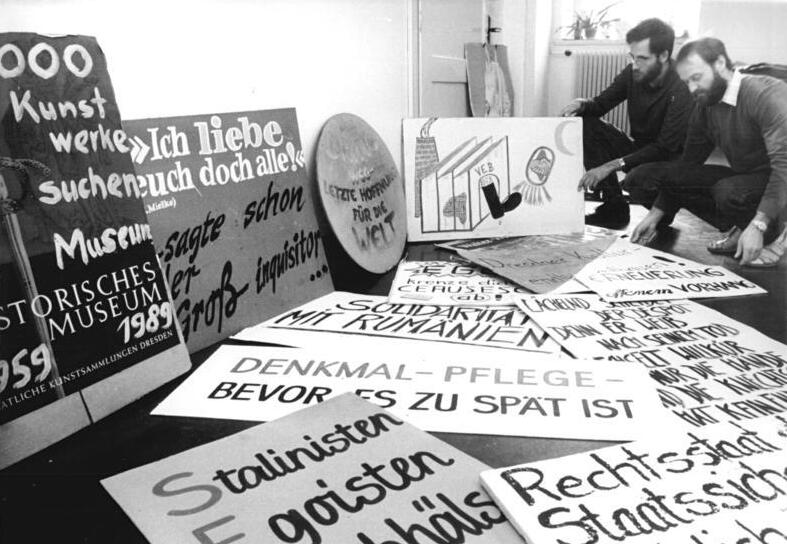
Transparente vom 25. November 1989 in Dresden

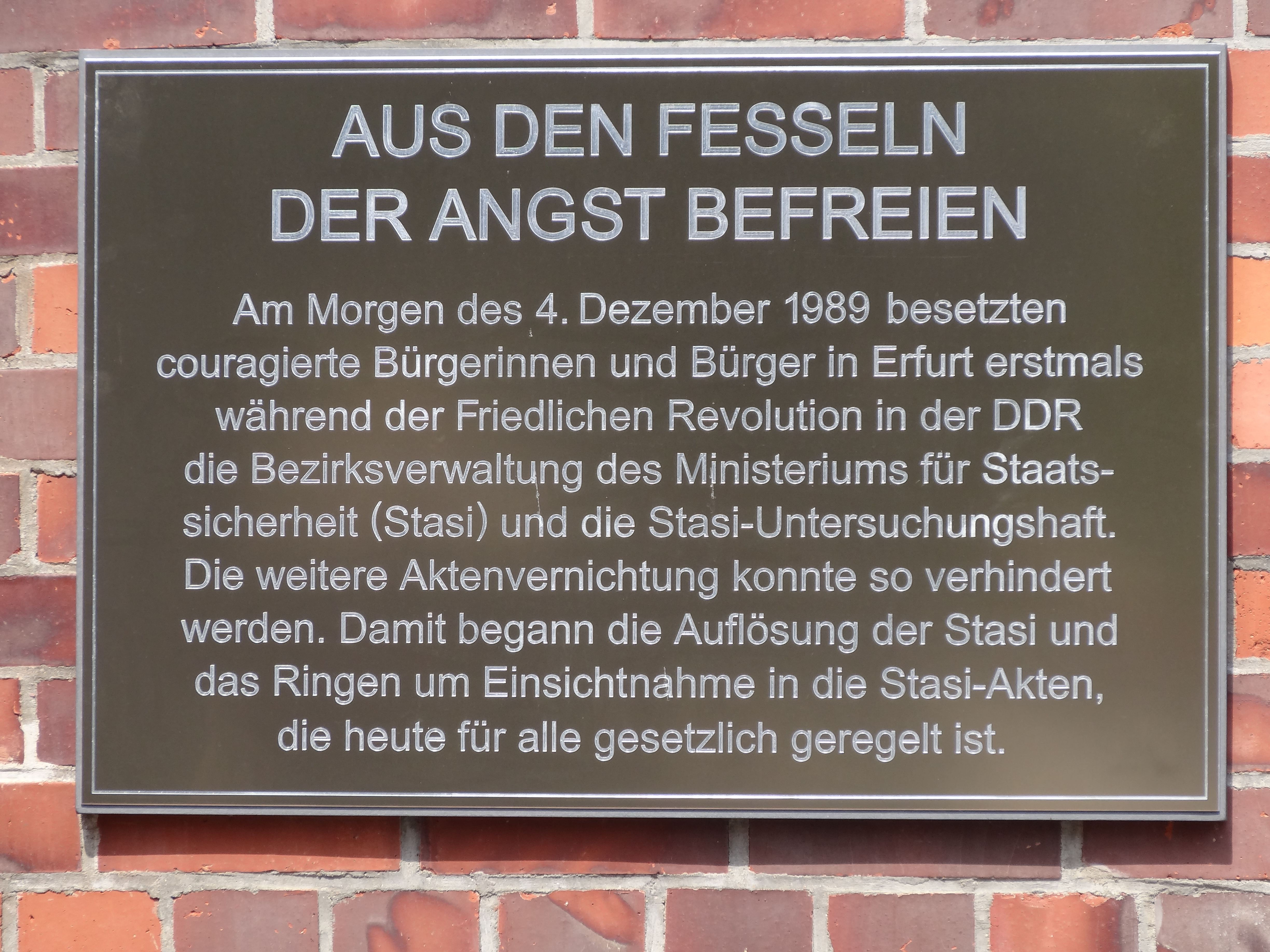
Tafel an der Gedenk- und Bildungsstätte Andreasstraße in Erfurt

Der siebte Abschnitt befasst sich mit dem Ende der Staatssicherheit und stellt in zwei Bilderstrecken historische Aufnahmen und zeitgeschichtlich bedeutsame Dokumente zur Verfügung, wie den Befehl von Erich Mielke, Akten auszulagern oder zu vernichten, um das „gewaltige Ausmaß der Überwachung“ zu vertuschen. Über diesen Befehl gibt es neben dem Faksimile mit Mielkes Unterschrift eine lesbare Abschrift. Unter den hinterlegten Videos findet sich die Rede Mielkes vom 13. November 1989 vor der Volkskammer der DDR – mit seinem berühmt gewordenen Ausspruch „Ich liebe doch alle“ – und verschiedenes Videomaterial zur Forderung nach Auflösung der Stasi, der Besetzung ihrer Zentrale in der Ostberliner Normannenstraße am 15. Januar 1990 und dem Umgang mit den Stasi-Unterlagen. In dieser Zeit versuchten leitende Funktionäre, „Vermögenswerte illegal ins Ausland zu retten“ und in Erfurt legten tausende Bürger − unter vielen anderen Gabriele Stötzer – die Stasi-Behörde lahm. Erst Mitte Januar 1990 erfolgte der Sturm auf den Hauptsitz der Staatssicherheit in der Berliner Normannenstraße, wo später eine Forschungs- und Gedenkstätte eingerichtet wurde.
Unter dem Titel des damaligen Schlachtrufs „Die Akten gehören uns!“ befasst sich der achte Abschnitt mit der zweiten Besetzung der ehemaligen Stasi-Zentrale im September 1990. Dabei ging es um die auf dem Weg zur deutschen Einheit offene Frage, wie in Zukunft der Zugang zu den Stasi-Akten zu regeln wäre. Die Akten sollten einerseits Betroffenen und für die  historische, politische und juristische Aufarbeitung der SED-Diktatur zugänglich gemacht werden, andererseits aber nicht in die Hände von Nachrichtendiensten fallen. Da zeitweise zu befürchten war, dass die Bestände mit „jahrzehntelangen Sperrfristen“ in das Bundesarchiv integriert würden, besetzten mehr als 20 Bürgerrechtlerinnen und Bürgerrechtler erneut die Stasi-Zentrale. Gegen sie wurde auf Initiative von Peter-Michael Diestel Strafanzeige wegen Hausfriedensbruchs erstattet. Einige gingen vom 12. bis 28. September in einen Hungerstreik, um ihren Forderungen Nachdruck zu verleihen. Zu ihrer Unterstützung wurden Mahnwachen und Demonstrationen organisiert. Petra Kelly und Gerd Bastian sandten eine Solidaritätskarte. Die Proteste gingen schließlich in das Stasi-Unterlagen-Gesetz ein, zur Wiederherstellung geschredderter Akten wurde später die sogenannte Stasi-Schnipselmaschine entwickelt. Joachim Gauck wurde erster Sonderbeauftragter der Bundesregierung für die Stasi-Unterlagen.

## Rezeption
Danuta Kneipp vom Zentrum für Zeithistorische Forschung in Potsdam legte im September 2005 auf der Historikerseite H-Soz-Kult eine ausführliche und weitgehend positive Rezension vor. Eingangs zitiert sie den Historiker Thomas Lindenberger aus seiner Schrift Vergangenes Hören und Sehen mit dem Hinweis, die Website bringe „in ihrer Umsetzung neue Aspekte in die ‚Debatte über das Verhältnis von wissenschaftlichen Standards und mediengerechter Darstellungsweise‘ ein“.
Die Audiovision, so Lindenberger, habe sich „als eine alle Lebensbereiche durchdringende Praxis des Realitätsbezugs, der Kommunikation und der Reproduktion sozialer Beziehungen“ etabliert. Audiovisuelles Material bedürfe laut Lindenberger anders, als die Verschriftlichung erlebter Geschichte, „keiner langwierigen Dressur“, um „das Produkt eines abstrahierenden Kodierungsverfahrens wieder in konkrete Vorstellungen zurückzuübersetzen“. Allerdings gehe der „Gebrauch der audiovisuellen Angebote nie in der Realisierung intendierter Botschaften“ auf. Es gelte, so Lindenberger, die „habitualisierte Geringschätzung der nichtschriftlichen Überlieferung und der Audiovision als sozialer Praxis“ zu überwinden und „die vielfältigen Möglichkeiten audiovisuell übermittelter Zeitgeschichten schätzen“ zu lernen.
Auf der Basis von Lindenbergers Plädoyer für die Audiovision äußert sich Kneipp über die Website in einer Zeit, in der sie den heute vorliegenden Umfang noch nicht aufwies und hebt insbesondere „chronologisch geordnete Themenkomplexe“ – seinerzeit vier, aktuell acht (Stand 2023) – und die „unkompliziert geschriebene[n] Einführungstexte“ hervor. Alles würde unter der Prämisse geschildert, „dass es vielfach junge Menschen waren, die sich dem repressiven System entgegenstellten“. In ihren Anfängen habe sich die Website „in erster Linie an Schüler, ihre Lehrer und generell historisch interessierte Erwachsene“ gerichtet, wenngleich auch Historiker „Hinweise auf das vielfältige Material“ erhielten. Mehr sei „von den Bearbeitern geplant“, was inzwischen verwirklicht wurde. Die Website sei interaktiv, halte Informationen über den jeweiligen historischen Kontext bereit und erleichtere mit einer Zeitleiste die Abfrage zu bestimmten Jahren. Didaktisches Material sei „schnell und unkompliziert als PDF-Dateien herunterzuladen“. Das Literaturverzeichnis wird als zu kurz bemängelt, wurde später aber ergänzt. Insgesamt sei die mit einem Lexikon für „Begriffe aus dem MfS-Jargon“ und einer Linkliste ausgestattete Website übersichtlich und gut zu bedienen. Ladezeit der Videos und Stabilität des Servers seien „gut“ und die Ausbaufähigkeit sei ein Vorteil, den vergleichbare Webseiten nicht aufwiesen. Nach einem „wissenschaftsinternen Maßstab“ sollte die Website allerdings nicht beurteilt werden, weil sie andere Ziele verfolge. Sie habe „keine neuen theoretischen Erkenntnisse“ zu bieten, sie sammle und beschreibe. Sich mehrfach auf den Religionssoziologen Detlef Pollack und seine Schrift über die Möglichkeit widerständigen Verhaltens in der DDR beziehend, stünden laut Kneipp „für die Bewertung dieses Online-Angebots“ weniger wissenschaftliche Kriterien als vielmehr die Zusammenstellung des Materials und ihre Aufbereitung im Vordergrund, die den Nutzern lebendig erzählte Geschichte nahebringe. Die „Mischung aus Inhalt und entsprechender pädagogischer Begleitung“ sei insbesondere auch für internet-ungeübte Nutzer gelungen.
Im August 2005 berichtete die Berliner Zeitung mit Verweis auf die Webseiten der Jugendopposition und der Havemann-Gesellschaft über die Digitalisierung von Untergrundzeitungen und anderem Material aus privaten Archiven als „Gedächtnis der DDR-Opposition“. Für die Digitalisierung wurden über 200 000 Euro von der Deutschen Forschungsgemeinschaft und der Stiftung Aufarbeitung zur Verfügung gestellt. In einer Datenbank sei zusammengefasst, „was in den Jahren zwischen Mauerbau und Mauerfall aus DDR-kritischer Sicht erschien“.
Im Juli 2012 stellte der Medienservice Sachsen des Sächsischen Staatsministeriums für Kultus den landeseigenen Schulen Plakate für Ausstellungen zum Thema „Jugendopposition in der DDR“ zur Verfügung, weil sie auch zu diesem Thema „eine besondere Verantwortung“ hätten. Deshalb müssten sie „ohne dabei verklärend zu wirken“ den Schülern vermitteln, „welche Ursachen zu dieser Diktatur geführt haben“. Die Ausstellung sei, so die seinerzeitige Kultusministerin Brunhild Kurth, „eine gute Ergänzung zu unseren Lehrplänen“ und könne helfen, die Schüler „vor rechtem und linkem Gedankengut“ zu schützen.
Unter dem Titel Auf den Spuren von oppositionellen Jugendlichen in der DDR macht das DDR-Museum Berlin auf seiner Internetpräsenz seit März 2016 mit einer Kurzbeschreibung auf die Website der Jugendopposition aufmerksam, um insbesondere Jugendlichen „eine Auseinandersetzung mit dem Thema Opposition in der DDR“ zu ermöglichen.

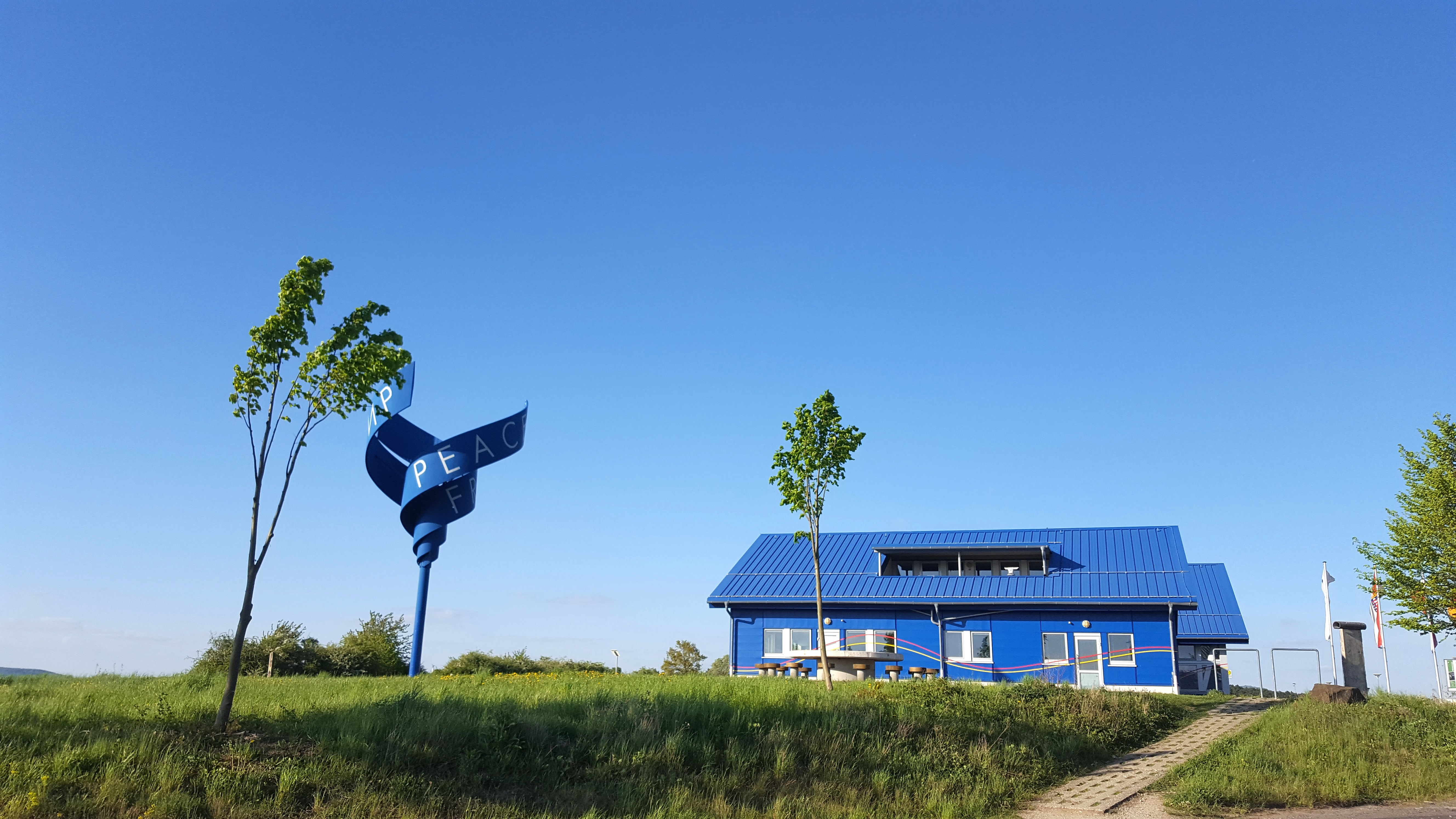
Haus auf der Grenze (Gedenkstätte Point Alpha)

Weil die „Anzahl derer, die keine eigene Erinnerung an die DDR haben“ zunehme, präsentierte die Point-Alpha-Stiftung vom 4. April bis zum 30. Juni 2022 im Haus auf der Grenze der Gedenkstätte Point Alpha eine Sonderausstellung über die Jugendopposition in der DDR, mit der sie „das Interesse vor allem der heutigen jungen Generation gewinnen“ wollte.

## Auszeichnung
2005 wurde die Website in der Kategorie Wissen und Bildung für Redaktion, Konzept und Idee mit dem Grimme Online Award ausgezeichnet. Die Website habe „die Jury inhaltlich begeistert“ und „gestalterisch mit ihrer eigenwilligen, etwas ›schräg liegenden Optik‹‹ überzeugt“.